# Campionat d'Anglaterra de rugbi a 15 2014-2015
El Campionat d'Anglaterra de rugbi a 15 2014-2015 on el vigent campió és els Northampton Saints que defensa el títol aconseguit l'any anterior, s'inicià el 5 de setembre del 2014 i va acabar el 30 de maig. En aquesta ocasió, Saracens va aconseguir el títol derrotant el Bath Rugby per 28 a 16.

## Resultats
| Clubs              | BR      | ER      | GRFC    | H       | LT      | LI      | LW      | LWE     | NF      | NS      | SS      | S       |
| ------------------ | ------- | ------- | ------- | ------- | ------- | ------- | ------- | ------- | ------- | ------- | ------- | ------- |
| Bath Rugby         |         | 31 – 14 | 50 – 30 | 25 – 6  | 45 – 0  | 43 – 18 | 39 – 26 | 53 – 26 | 23 – 14 | 13 – 21 | 12 – 3  | 21 – 11 |
| Exeter Rugby       | 16 – 6  |         | 25 – 26 | 36 – 15 | 20 – 24 | 44 – 24 | 31 – 15 | 74 – 19 | 46 – 17 | 21 – 10 | 44 – 16 | 27 – 19 |
| Gloucester RFC     | 16 – 39 | 22 – 25 |         | 15 – 22 | 33 – 16 | 35 – 13 | 23 – 30 | 48 – 10 | 42 – 40 | 33 – 33 | 34 – 27 | 24 – 23 |
| Harlequins         | 26 – 27 | 21 – 32 | 29 – 26 |         | 39 – 26 | 26 – 20 | 26 – 23 | 52 – 0  | 15 – 7  | 25 – 30 | 12 – 16 | 0 – 39  |
| Leicester Tigers   | 17 – 8  | 25 – 18 | 18 – 15 | 22 – 16 |         | 19 – 22 | 18 – 16 | 38 – 17 | 36 – 17 | 22 – 14 | 28 – 8  | 21 – 21 |
| London Irish       | 23 – 33 | 28 – 26 | 9 – 21  | 15 – 20 | 6 – 12  |         | 40 – 40 | 24 – 9  | 22 – 21 | 12 – 19 | 25 – 23 | 32 – 36 |
| London Wasps       | 29 – 22 | 36 – 29 | 32 – 21 | 37 – 6  | 21 – 26 | 48 – 16 |         | 71 – 7  | 35 – 18 | 20 – 16 | 41 – 16 | 17 – 26 |
| London Welsh       | 14 – 29 | 0 – 52  | 10 – 46 | 13 – 24 | 5 – 26  | 12 – 50 | 13 – 40 |         | 3 – 23  | 14 – 43 | 12 – 52 | 17 – 68 |
| Newcastle Falcons  | 19 – 29 | 29 – 24 | 20 – 10 | 37 – 21 | 12 – 16 | 18 – 20 | 23 – 23 | 38 – 7  |         | 10 – 35 | 13 – 18 | 23 – 25 |
| Northampton Saints | 31 – 24 | 18 – 24 | 53 – 6  | 17 – 13 | 23 – 19 | 15 – 9  | 52 – 30 | 46 – 0  | 39 – 31 |         | 43 – 10 | 25 – 20 |
| Sale Sharks        | 20 – 29 | 18 – 11 | 23 – 6  | 23 – 15 | 30 – 32 | 36 – 8  | 25 – 14 | 46 – 8  | 34 – 28 | 20 – 7  |         | 14 – 10 |
| Saracens           | 34 – 24 | 20 – 24 | 28 – 21 | 42 – 14 | 22 – 6  | 22 – 6  | 34 – 28 | 78 – 7  | 22 – 17 | 24 – 31 | 40 – 19 |         |

## Classificació
| Classificació general del Premiership | Classificació general del Premiership | Classificació general del Premiership | Classificació general del Premiership | Classificació general del Premiership | Classificació general del Premiership | Classificació general del Premiership | Classificació general del Premiership | Classificació general del Premiership | Classificació general del Premiership | Classificació general del Premiership | Classificació general del Premiership | Classificació general del Premiership | Classificació general del Premiership | Classificació general del Premiership |
| Class.                                | Clubs                                 | Pts                                   | J                                     | G                                     | E                                     | P                                     | B0                                    | BD                                    | pf                                    | pc                                    | p±                                    | af                                    | ac                                    | a±                                    |
| ------------------------------------- | ------------------------------------- | ------------------------------------- | ------------------------------------- | ------------------------------------- | ------------------------------------- | ------------------------------------- | ------------------------------------- | ------------------------------------- | ------------------------------------- | ------------------------------------- | ------------------------------------- | ------------------------------------- | ------------------------------------- | ------------------------------------- |
| 1.                                    | Northampton Saints                    | 76                                    | 22                                    | 16                                    | 1                                     | 5                                     | 8                                     | 2                                     | 621                                   | 400                                   | 221                                   | 75                                    | 41                                    | 34                                    |
| 2.                                    | Bath Rugby                            | 75                                    | 22                                    | 16                                    | 0                                     | 6                                     | 9                                     | 2                                     | 625                                   | 414                                   | 211                                   | 72                                    | 43                                    | 29                                    |
| 3.                                    | Leicester Tigers                      | 68                                    | 22                                    | 15                                    | 1                                     | 6                                     | 4                                     | 2                                     | 453                                   | 421                                   | 32                                    | 37                                    | 39                                    | -2                                    |
| 4.                                    | Saracens                              | 68                                    | 22                                    | 14                                    | 1                                     | 7                                     | 5                                     | 5                                     | 664                                   | 418                                   | 246                                   | 70                                    | 40                                    | 30                                    |
| 5.                                    | Exeter Rugby                          | 68                                    | 22                                    | 14                                    | 0                                     | 8                                     | 5                                     | 7                                     | 663                                   | 437                                   | 226                                   | 70                                    | 46                                    | 24                                    |
| 6.                                    | London Wasps                          | 61                                    | 22                                    | 11                                    | 2                                     | 9                                     | 9                                     | 4                                     | 672                                   | 527                                   | 145                                   | 77                                    | 54                                    | 23                                    |
| 7.                                    | Sale Sharks                           | 54                                    | 22                                    | 11                                    | 0                                     | 11                                    | 6                                     | 4                                     | 497                                   | 482                                   | 15                                    | 62                                    | 54                                    | 8                                     |
| 8.                                    | Harlequins                            | 49                                    | 22                                    | 10                                    | 0                                     | 12                                    | 4                                     | 5                                     | 444                                   | 514                                   | -70                                   | 45                                    | 50                                    | -5                                    |
| 9.                                    | Gloucester RFC                        | 48                                    | 22                                    | 9                                     | 1                                     | 12                                    | 4                                     | 6                                     | 553                                   | 575                                   | -22                                   | 53                                    | 61                                    | -8                                    |
| 10.                                   | London Irish                          | 40                                    | 22                                    | 7                                     | 1                                     | 14                                    | 4                                     | 6                                     | 442                                   | 578                                   | -136                                  | 46                                    | 57                                    | -11                                   |
| 11.                                   | Newcastle Falcons                     | 34                                    | 22                                    | 5                                     | 1                                     | 16                                    | 4                                     | 8                                     | 475                                   | 545                                   | -70                                   | 57                                    | 61                                    | -4                                    |
| 12.                                   | London Welsh                          | 1                                     | 22                                    | 0                                     | 0                                     | 22                                    | 1                                     | 0                                     | 223                                   | 1021                                  | -798                                  | 29                                    | 147                                   | -118                                  |

## Fase final
| Semifinals         | Semifinals | Semifinals       |
| ------------------ | ---------- | ---------------- |
| Northampton Saints | 24 – 29    | Saracens         |
| Bath Rugby         | 47 – 10    | Leicester Tigers |

| Final      | Final   | Final    |
| ---------- | ------- | -------- |
| Bath Rugby | 16 – 28 | Saracens |

| Campió   |
| -------- |
| Saracens |